# 会計参与
会計参与（かいけいさんよ）とは、会社法において、定款の定めによって株式会社に設置できる機関の1つであり（会社法326条1項。以下、会社法については条数のみ記載。）、主として、取締役等と共同して計算書類等を作成する（374条）。2006年（平成18年）5月1日に施行された「会社法」および「会社法の施行に伴う関係法律の整備等に関する法律」により新設された制度である。
会計参与を置く株式会社を会計参与設置会社という（2条8号）。

## 沿革
大会社については、証券取引法や商法特例法の改正により、監査役および会計監査人による監査制度を導入することで、その計算書類の適正を担保できるようになったが、大会社以外の中小企業の計算書類についての問題は残されていた。そのため、2003年（平成15年）10月29日に「会社法制の現代化に関する要綱試案」が出され、小会社について会計監査人の任意設置を認める制度が盛り込み、その意見を踏まえて、2004年（平成16年）6月2日に法制審議会会社法（現代化関係）部会第23回会議において「会計参与」制度が提案された。この会計参与制度が、2004年（平成16年）12月8日に取りまとめられた「会社法制の現代化に関する要綱案」に盛り込まれ、その要綱案が2005年（平成17年）2月9日に「会社法制の現代化に関する要綱」として法制審議会総会で決定され、これに基づいて作成された「会社法案」及び「整備法案」が国会に提出された。そして、会社法が2005年（平成17年）7月26日に公布、2006年（平成18年）5月1日に施行された。

## 設置
株式会社は定款の定めにより会計参与を置くことができる（326条2項）。ただし、取締役会設置会社で監査役を設置しない非公開会社は、会計参与の設置が義務付けられており（327条2項ただし書）、特例有限会社は会計参与を設置できない（会社法の施行に伴う関係法律の整備等に関する法律17条）。

## 資格
会計参与は、公認会計士・監査法人・税理士・税理士法人でなければならない（333条1項）。監査法人・税理士法人は、社員の中から会計参与の職務を行うべき者を選定し、これを株式会社に通知しなければならない（333条2項）。また、株式会社またはその子会社の取締役・監査役・執行役・支配人・その他の使用人、業務の停止の処分を受けた者・その停止の期間を経過しない者、税理士法の規定により税理士業務を行うことができない者は会計参与になれない（333条3項1号から3号）。

## 法律関係
会計参与と会社の関係は、民法の委任に関する規定に従う（330条）。そのため、職務の執行にあたり、善管注意義務を負う（民法644条）。

### 選任・解任
会計参与は、株主総会の決議によって選任される（329条1項）。会計参与の任期については、取締役についての規定が準用され、選任後2年以内に終了する事業年度のうち、最終のものに関する定時株主総会の終結の時までとなる（334条1項、332条1項）。
会計参与は、株主総会の決議によって解任される（339条1項、341条）。
会計参与は株主総会において、会計参与の選任・解任・辞任について意見を述べることができ（345条1項）、辞任の場合は辞任後最初に招集される株主総会において、辞任した旨およびその理由を述べることができる（345条2項）。

### 職務
374条から379条、会社法施行規則102条から104条に定めがある。
- 計算書類等の作成
- 会計参与報告の作成
- 会計帳簿等の閲覧請求権、会計報告請求権
- 業務財産調査権
- 子会社調査権
- 費用前払請求権
- 法令違反等の株主等への報告（375条1項）
- 取締役会への出席義務、意見陳述義務
- 株主総会での説明義務、意見陳述権（取締役（執行役）と意見が異なる場合）
- 計算書類等の備置・開示（会計参与が定めた場所での備置・開示）

### 責任
会計参与は会社に対して責任を負い（423条1項、430条）、その責任の追及については株主代表訴訟の対象になる（847条）。また会計参与は、第三者に生じた損害を賠償する責任も負う（429条1項、2項2号、430条）。
会計参与が行った職務について、善意でかつ重大な過失がないときは、株主総会の特別決議または取締役・取締役会の決定により、会社に対する責任の一部を免除することができる（425条、426条）。また、会計参与は定款の定めにより責任限定契約を締結することができる（427条）。